# Lexus NX I
Le Lexus NX I est un SUV compact premium produit par le constructeur automobile japonais Lexus depuis fin 2014,.

## Présentation

### Phase 1
Sur un marché des SUV compacts très encombré, le NX se différencie par son allure générale originale et agressive, ainsi que par sa motorisation hybride. Il introduit en série plusieurs codes qui seront repris dans les modèles suivants de la marque, notamment dans la gamme RX : calandre béante en forme de sablier, doubles optiques offensives et poupe agressive.  

### Phase 2

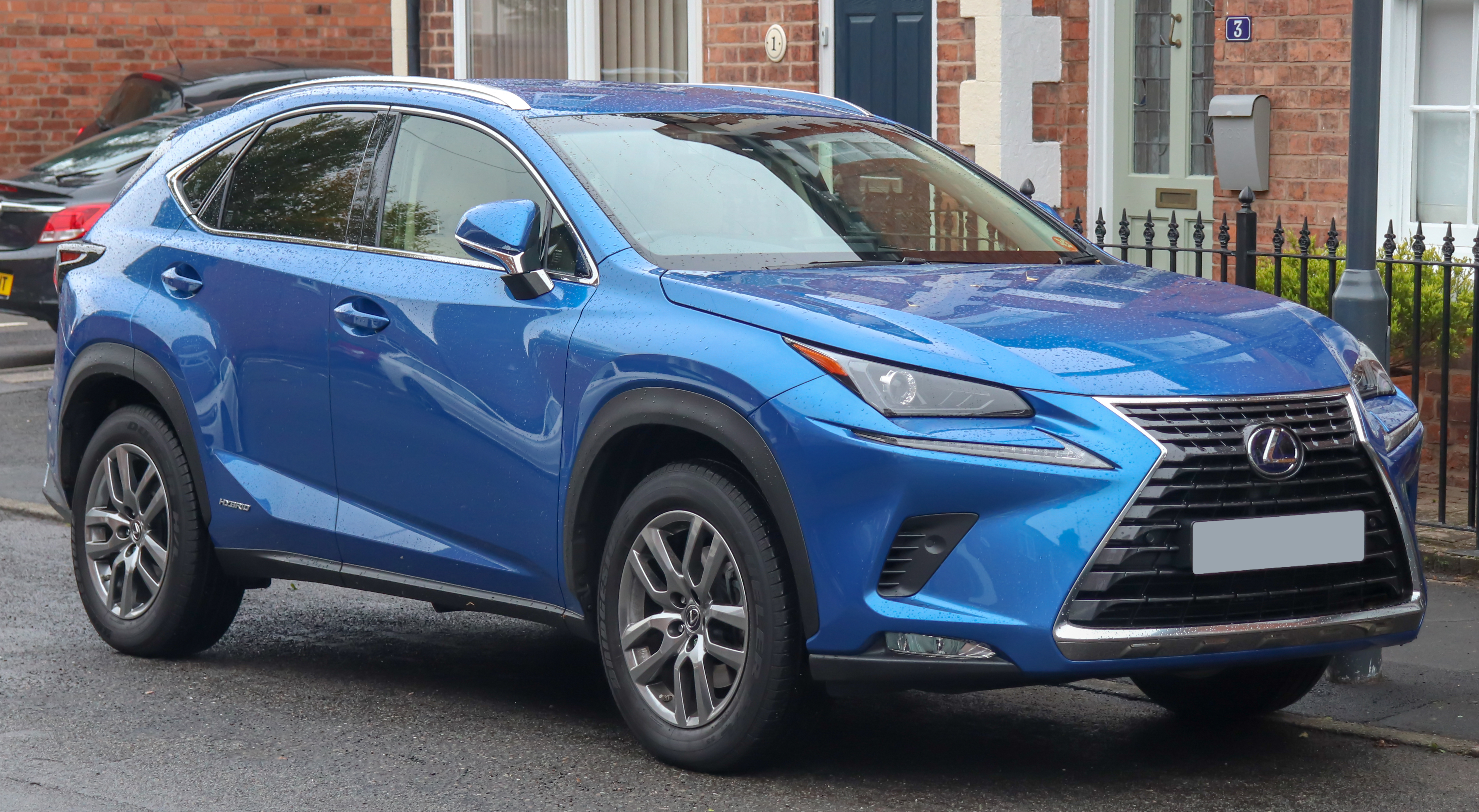
Lexus NX I phase 2

En 2017, le NX restylé est dévoilé au salon de Shanghai 2017 : trois projecteurs apparaissent sur les phares, les boucliers sont rehaussés et élargis, la calandre possède de nouveaux inserts chromés et les feux arrière sont redessinés.

## Motorisation
Deux motorisations sont proposées en France : turbo essence 200t 2.0 235 ch (phase 1 uniquement) et hybride essence 300h, le dernier assurant l'essentiel de la diffusion du modèle dans le pays.
Dans d'autres pays, le 200t est renommé 300. Aussi, un bloc essence 2.0 148 ch est disponible sur le marché russe.
| Logo de Lexus              | Hybride Essence                      |
| Logo de Lexus              | NX 300h                              |
| -------------------------- | ------------------------------------ |
| Type de moteur             | 4-cylindres en ligne 16S             |
| Cylindrée (cm3)            | 2494                                 |
| Puissance maximale (ch)    | 197 (155 thermique + 143 électrique) |
| Couple maximal (N m)       | 210 thermique + 270 électrique       |
| au régime de (tr/min)      | 4 400                                |
| au régime de (tr/min)      | 4 400                                |
| Boîte de vitesses          | E-CVT à variation continue           |
| Transmission               | Traction ou intégrale (e-Four)       |
| Consommation (L/100 km)    | 5,7                                  |
| Vitesse maximale (km/h)    | 180                                  |
| 0-100 km/h (s)             | 9,2                                  |
| Émissions de CO2 (en g/km) | 127 traction 130 intégrale           |

## Finitions
- NX
- NX Pack
- NX Luxe
- NX F Sport
- NX Executive
- NX F SPORT Executive
- NX Pack Business

## Galerie

Lexus NX I
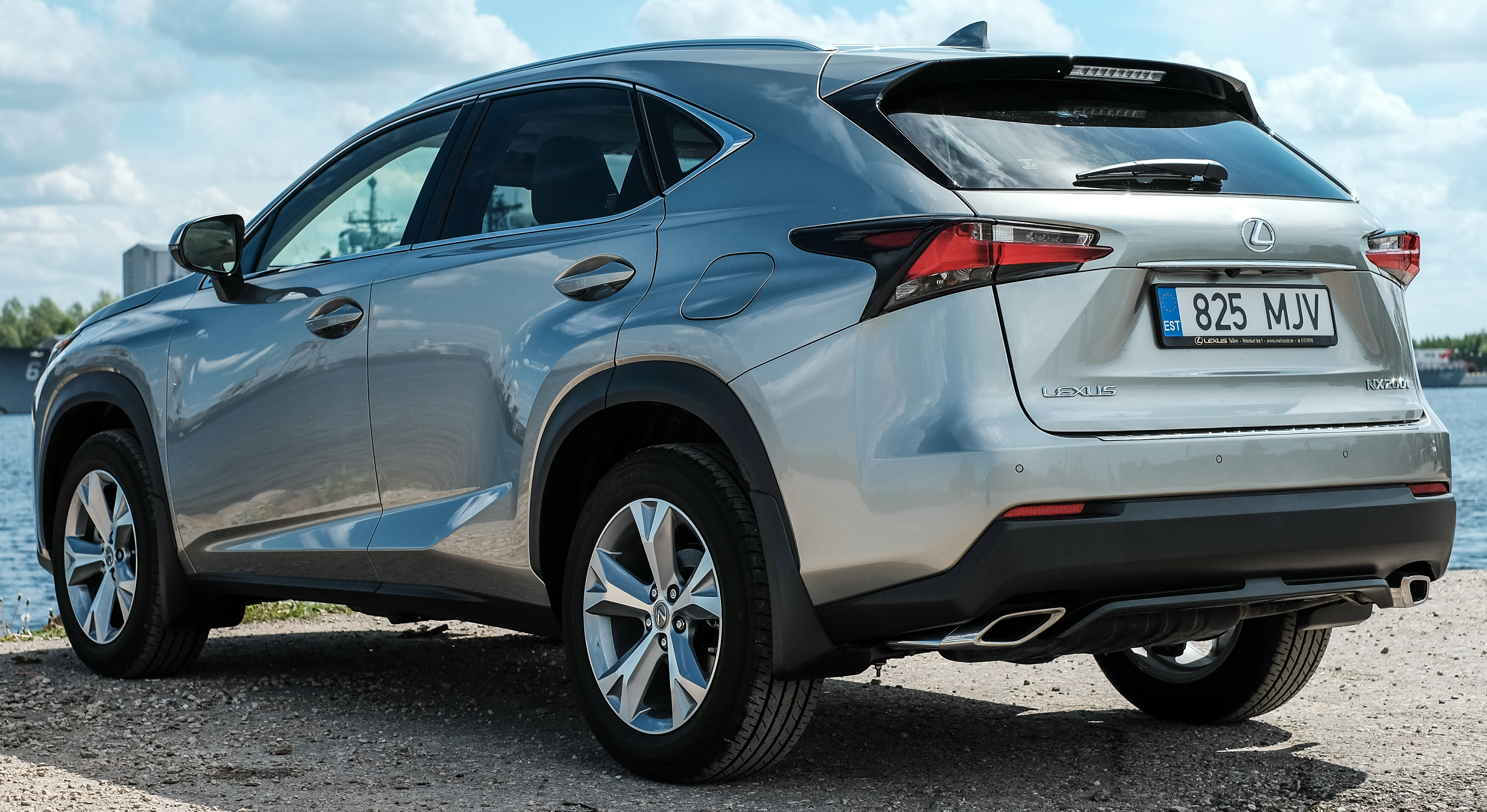
Lexus NX I phase 1
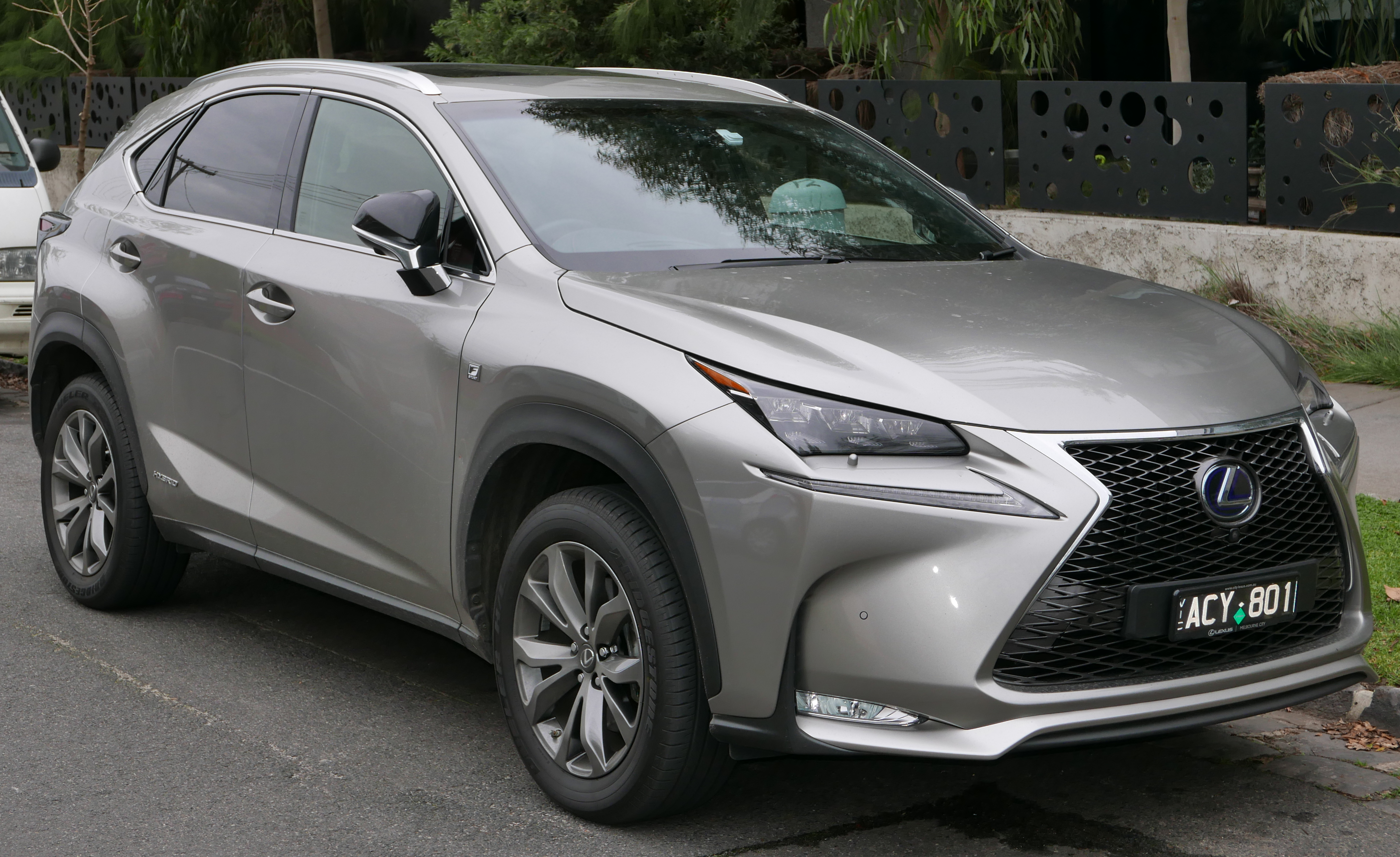
Lexus NX I phase 1 F Sport
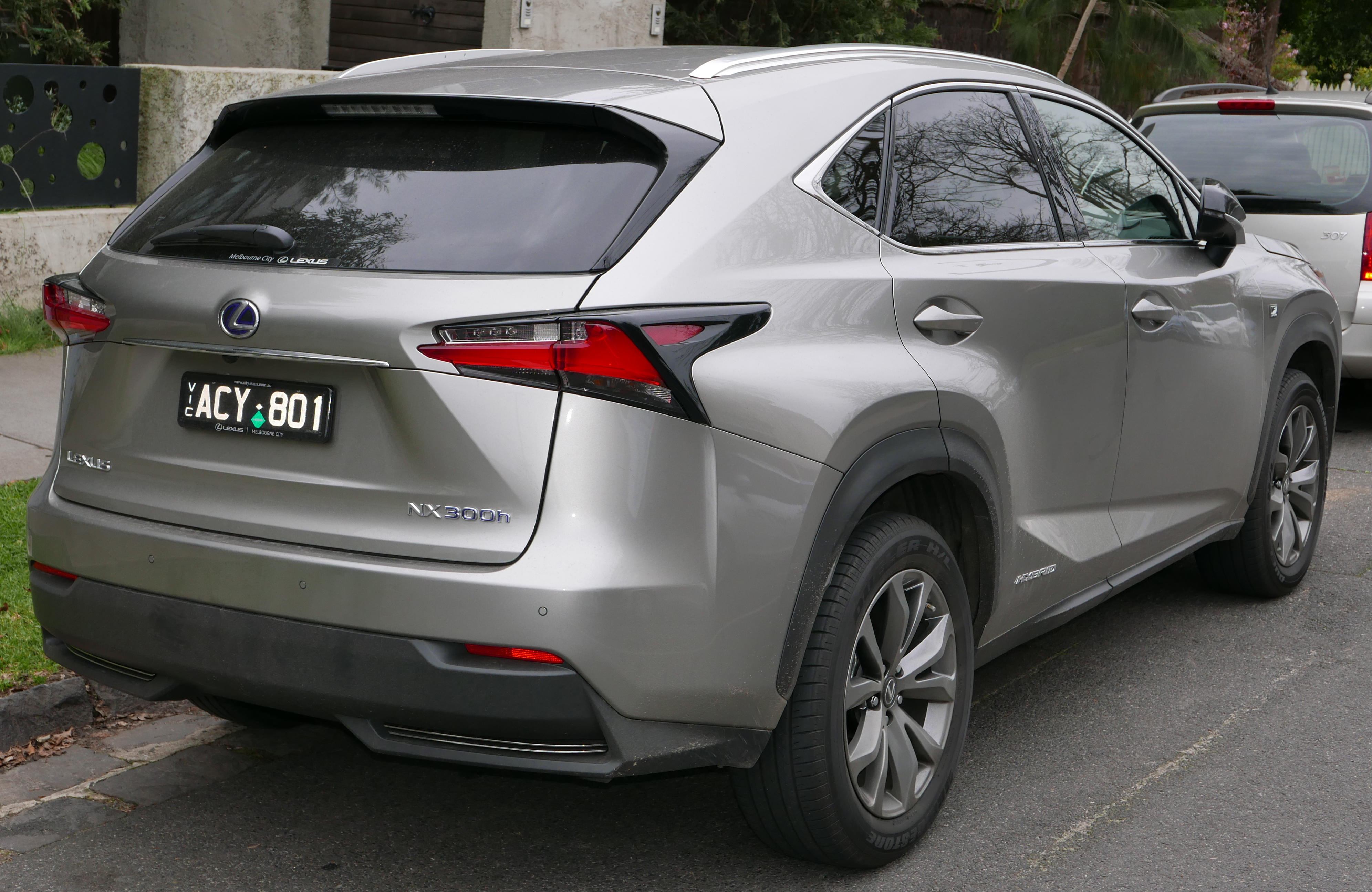
Lexus NX I phase 1 F Sport
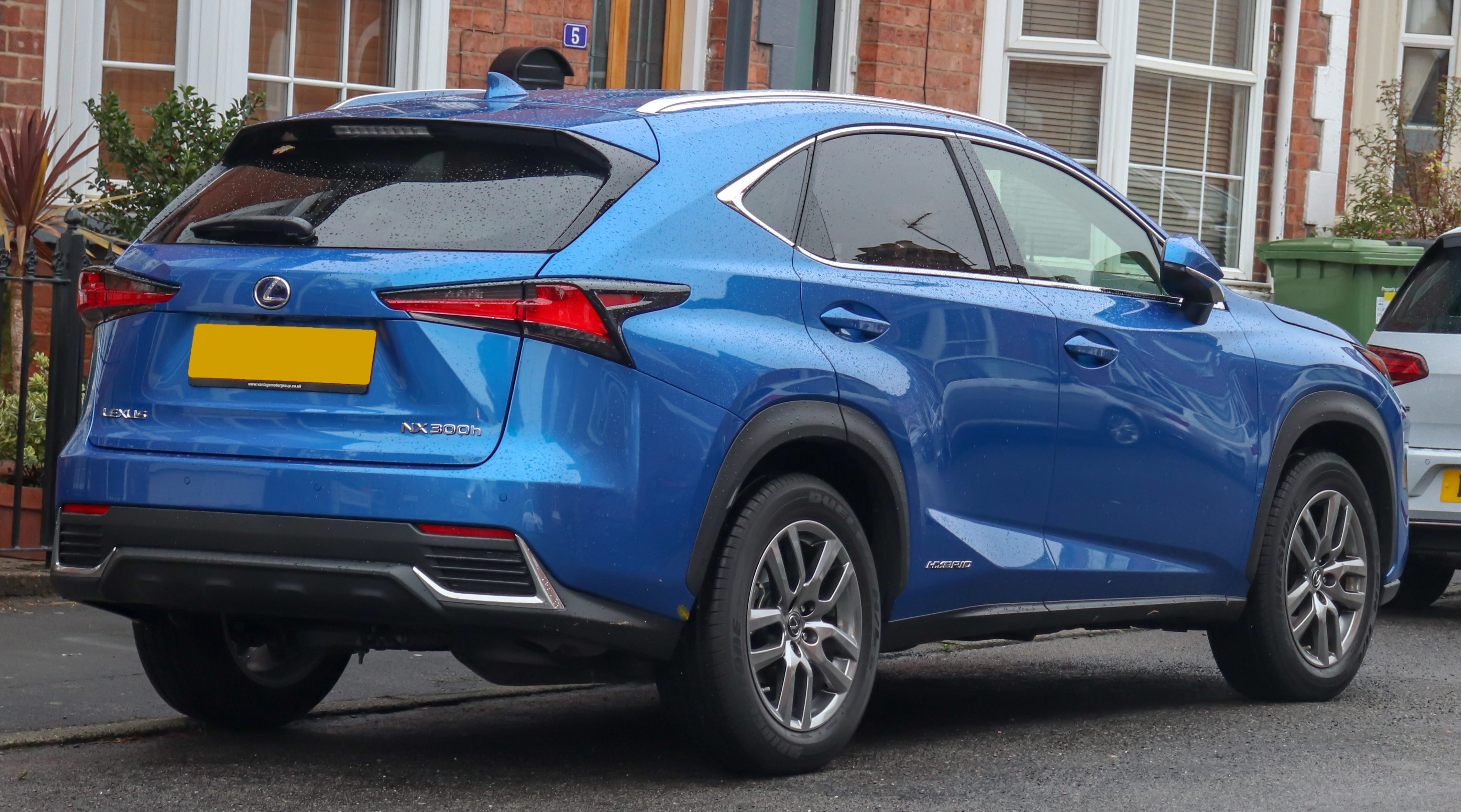
Lexus NX I phase 2
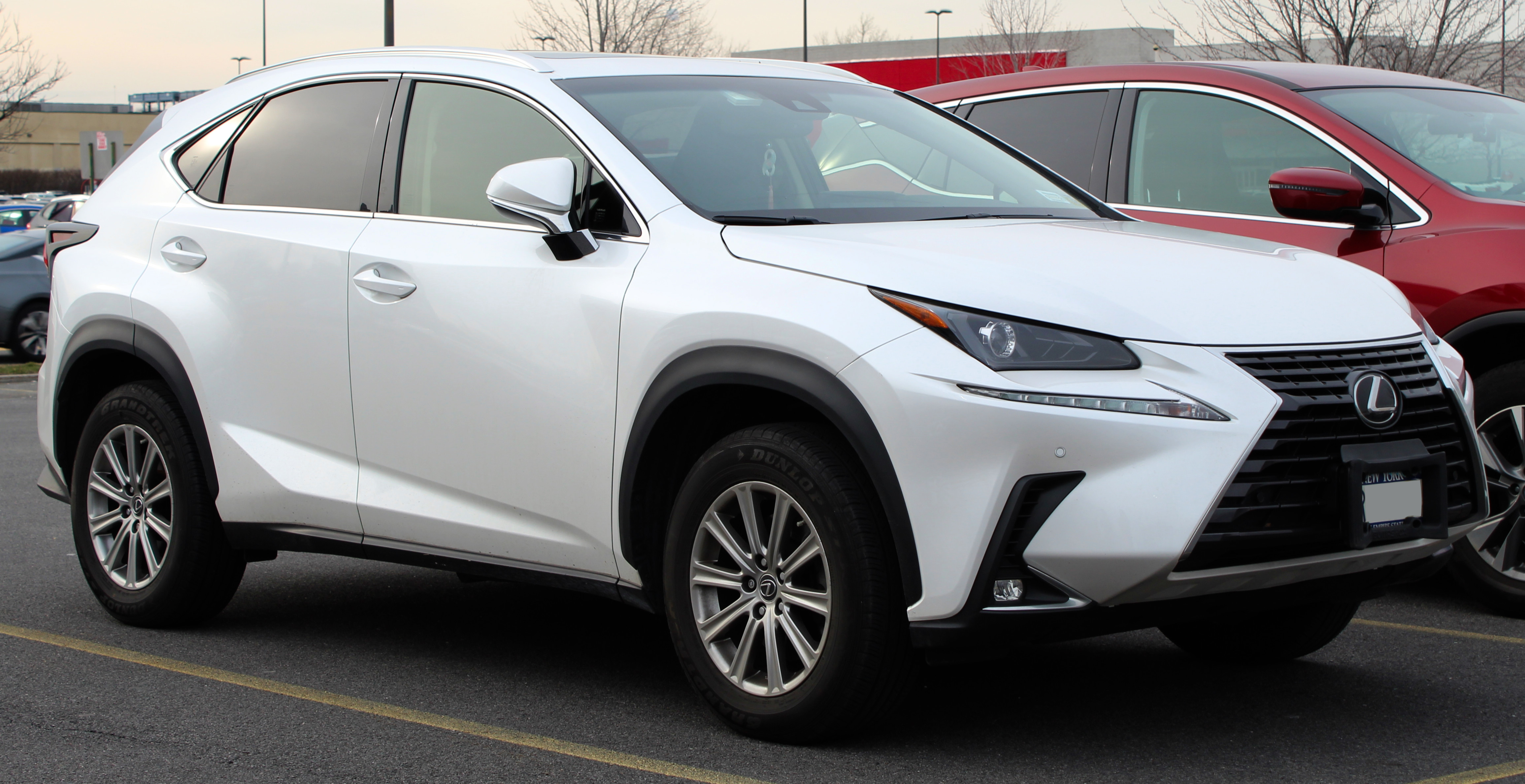
Lexus NX I phase 2 (modèle américain)
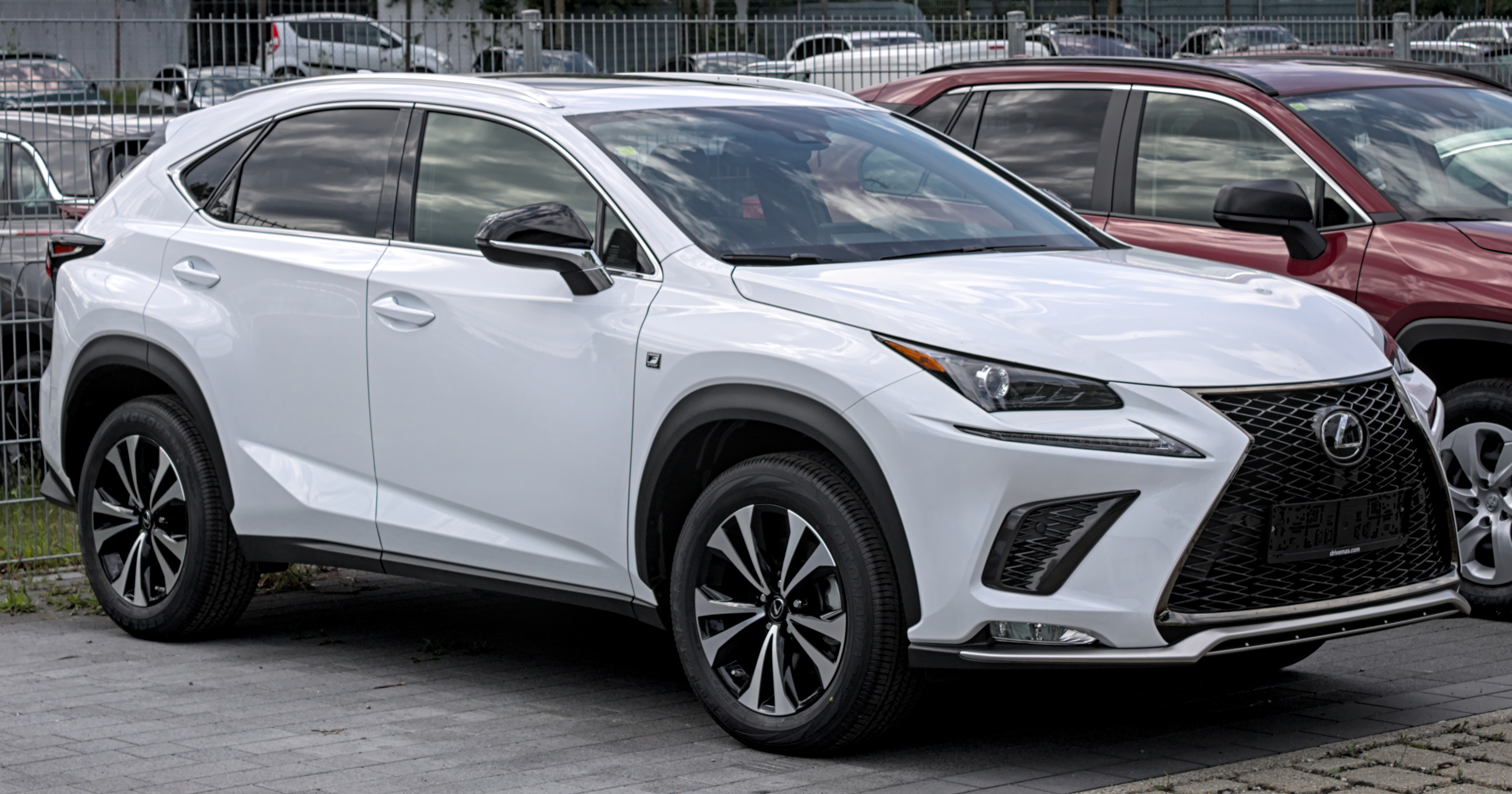
Lexus NX I phase 2 F Sport
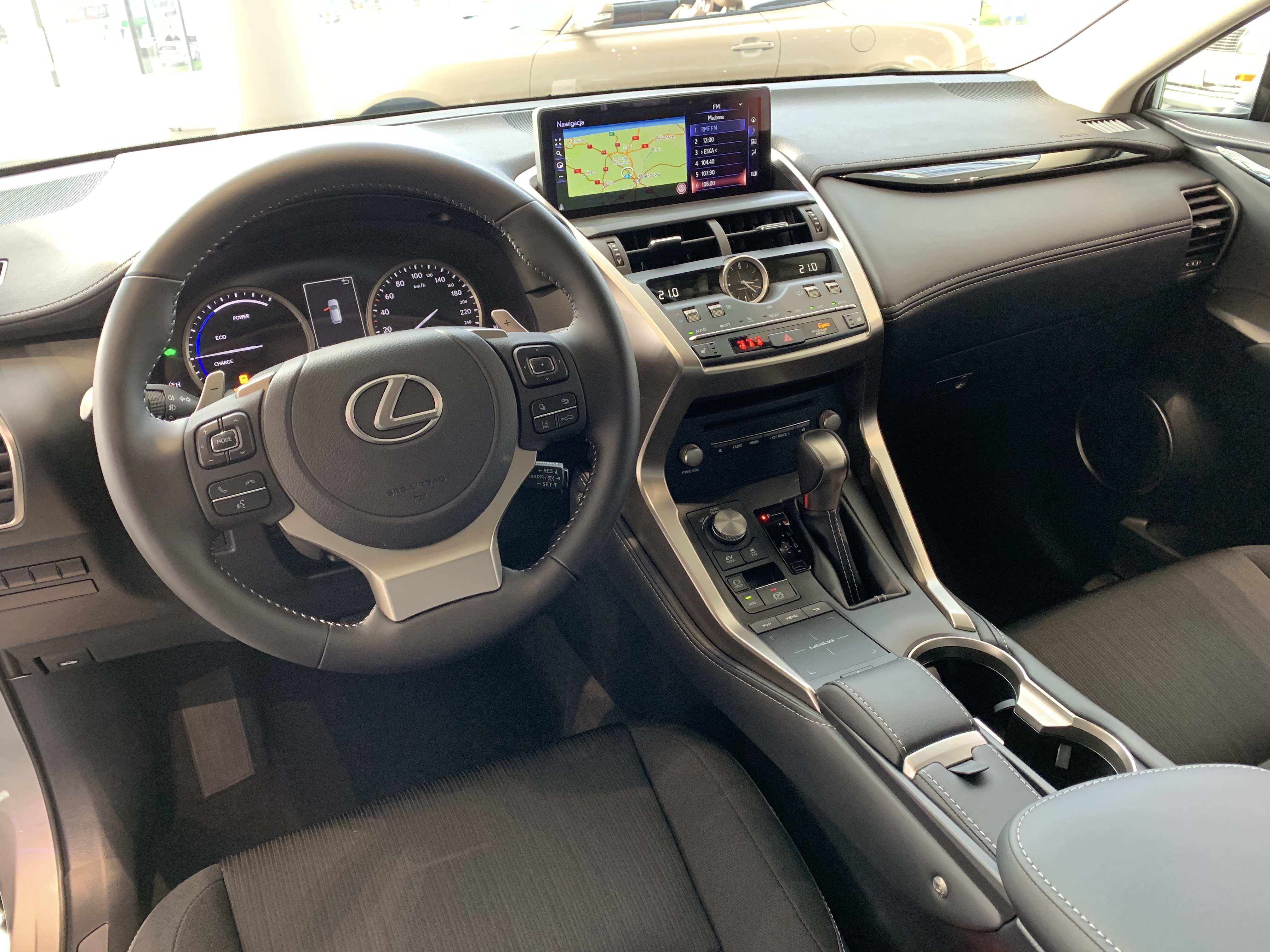
Lexus NX I phase 2 (intérieur)